# Attentat-suicide du bus à Shmuel HaNavi
L'attentat-suicide du bus à Shmuel HaNavi est un attentat-suicide a eu lieu le 19 août 2003 dans un bus public bondé (le bus Egged No. 2) dans le quartier de Shmuel HaNavi (en) à Jérusalem. Vingt-quatre personnes ont été tuées et plus de 130 ont été blessées. Beaucoup des victimes étaient des enfants, certains d'entre eux des nourrissons,. Le groupe militant islamiste Hamas a revendiqué la responsabilité de l'attentat.

## L'attaque
Le 19 août 2003, un kamikaze du Hamas envoyé par la cellule de l'organisation à Hébron s'est déguisé en juif haredi et s'est fait exploser dans un bus Egged No. 2 circulant dans le quartier de Shmuel HaNavi à Jérusalem. Il s'est fait exploser après être entré par la porte arrière. Le bus articulé était bondé d'enfants juifs orthodoxes revenant d'une visite au Mur des Lamentations. En plus du kamikaze, l'énorme explosion a tué 7 enfants et 16 adultes, parmi eux une femme enceinte de huit mois, et a blessé plus de 130 personnes. La bombe était garnie de billes métalliques conçues pour augmenter les blessures dans le bus bondé. Le Hamas a déclaré que le kamikaze était un prédicateur de mosquée de 29 ans originaire de la ville de Hébron.

Parce que tant de morts et de blessés étaient des enfants, les médias ont surnommé cela le "bus des enfants". Selon un rapport de l'Associated Press :

« Des poussettes étaient éparpillées près du bus sinistré, les secouristes transportaient des enfants avec le visage maculé de sang et une petite fille est morte à l'hôpital avant que les médecins ne puissent retrouver ses parents. Au moins cinq enfants faisaient partie des 18 morts dans l'attentat-suicide de mardi perpétré par un militant palestinien qui s'est fait exploser dans un bus à Jérusalem. Quarante enfants faisaient partie des plus de 100 blessés. L'attaque était le 100e attentat-suicide palestinien contre des Israéliens depuis le début de la dernière série de combats en septembre 2000. La jeunesse des victimes se démarque dans cette sinistre liste, et le gouvernement a déclaré que le choix de la cible était particulièrement cruel. »

## Les assaillants
Tant le Hamas que le Jihad islamique ont revendiqué la responsabilité de l'attentat,,. Selon Tariq Ali, cependant, l'attentat a été perpétré par une « cellule auto-proclamée 'Hamas' de Hébron, désavouée et dénoncée par la direction officielle. ». L'attentat a mis fin à ce que l'on appelait la Hudna (en) annoncée en juillet 2003. Le président des États-Unis, George W. Bush, a présenté ses condoléances aux familles des victimes. La Commission européenne a également dénoncé ce qu'elle a appelé l'« attaque terroriste dévastatrice » et a appelé l'Autorité palestinienne à intervenir pour mettre un terme à de tels actes.
La Commission européenne condamne fermement l'attaque terroriste dévastatrice de la nuit dernière à Jérusalem et exprime ses sincères condoléances aux familles des victimes et au gouvernement israélien. Il s'agit d'une attaque contre toutes les forces œuvrant pour la paix. La Commission européenne appelle l'Autorité palestinienne à faire tout son possible pour prévenir de tels actes de violence inacceptables et injustifiés, et exhorte l'AP et le gouvernement israélien à poursuivre leur dialogue et leurs efforts communs vers la paix, comme indiqué dans la Feuille de route.

## Bilan et conséquences
À la suite de l'attaque, les forces israéliennes ont arrêté 17 Palestiniens soupçonnés d'être des militants du Hamas, dont plusieurs proches de l'auteur de l'attentat. Le leader du Hamas, Ismail Abu Shanab, et ses deux gardes du corps ont été tués par une frappe de missile d'un hélicoptère israélien à Gaza.
En 2004, une plaque commémorative en hommage aux victimes a été érigée dans le quartier de Beit Yisrael à Jérusalem. Le nom de la seule victime non juive, Maria Antonia Reslas, a été gravé séparément des autres noms des victimes, avec le titre "Mme" plutôt que le titre "saint" (kadosh) utilisé pour les Juifs, ce qui a suscité une certaine controverse.